# Rudolf Holmgren
Carl Rudolf Holmgren, född 22 november 1900 i Gävle, död 29 april 1967 i Lidingö församling, var en svensk arkitekt.
Holmgren studerade vid Kungliga Tekniska Högskolan 1921–1926 och vid Kungliga Konsthögskolan 1930–1932.
Han var anställd hos stadsarkitekten Gunnar Wetterling i Gävle 1926–1927 och hos Gustaf Birch-Lindgren i Stockholm från 1928. År 1954 blev han delägare i firman G. Birch-Lindgren & R. Holmgren arkitektkontor AB. De samarbetade i flera projekt och utförde bland annat ritningar till krematorier i Bollnäs, Kalmar, Karlstad, Västerås och Ystad. Han står bakom en ny- och ombyggnad av Anstalten Hall, samt för Akademiska sjukhuset i Uppsala, Västra Ny sjukhus och lasaretten i Sandviken, Bollnäs och Härnösand. Holmgren är begravd på Lidingö kyrkogård.

## Bilder

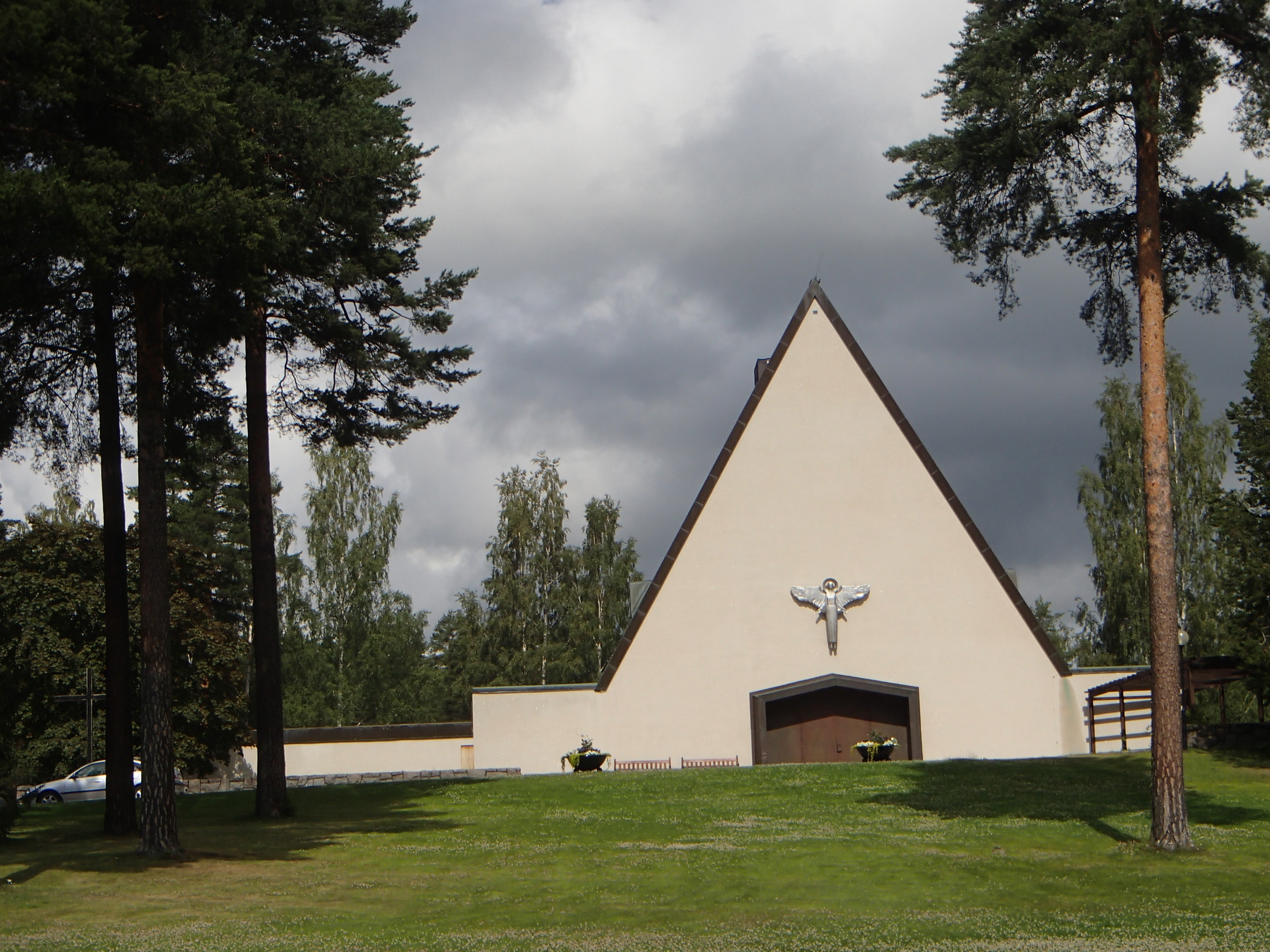
Sankt Lars kapell, Bollnäs
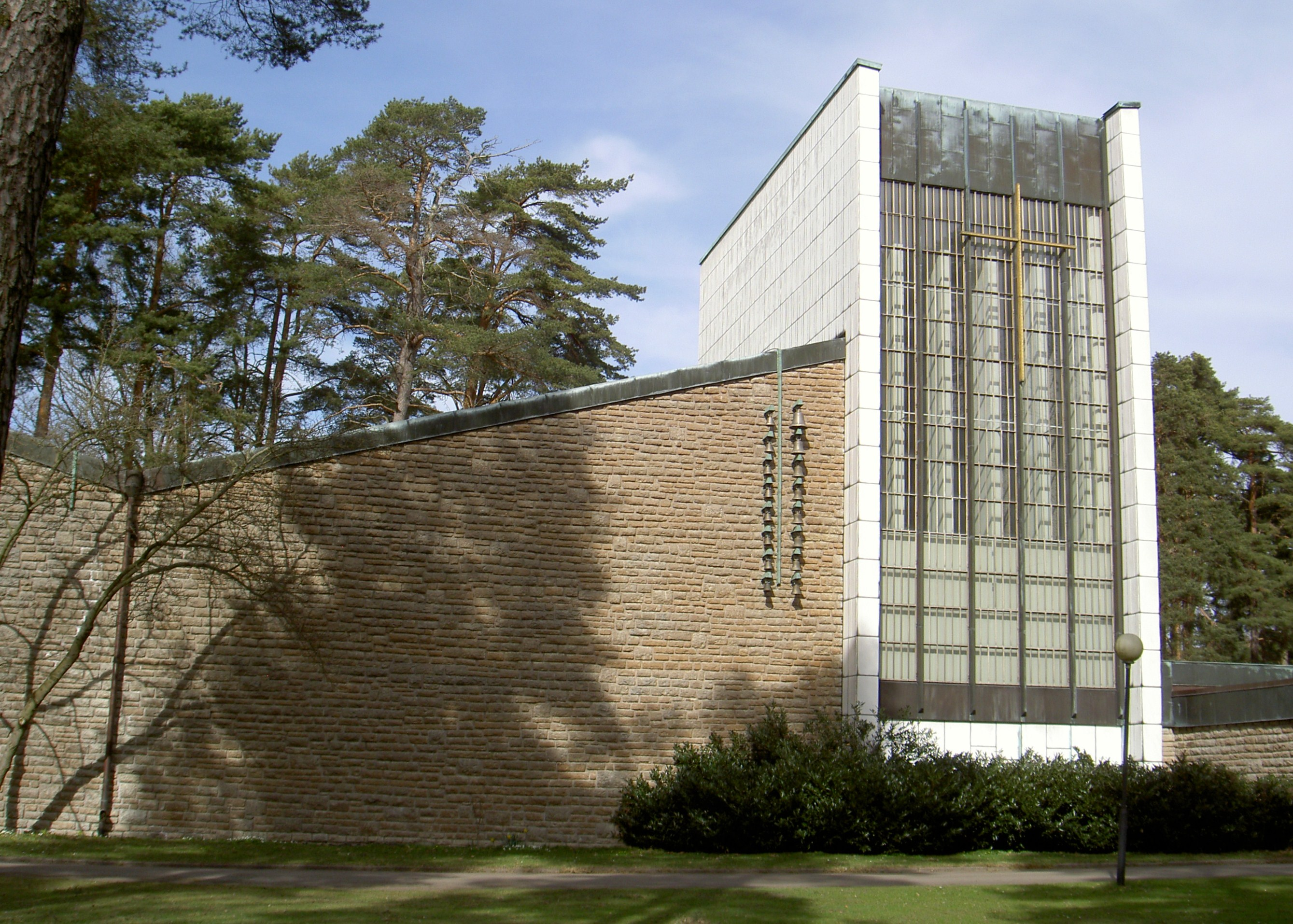
Heliga Korsets kyrka, Kalmar
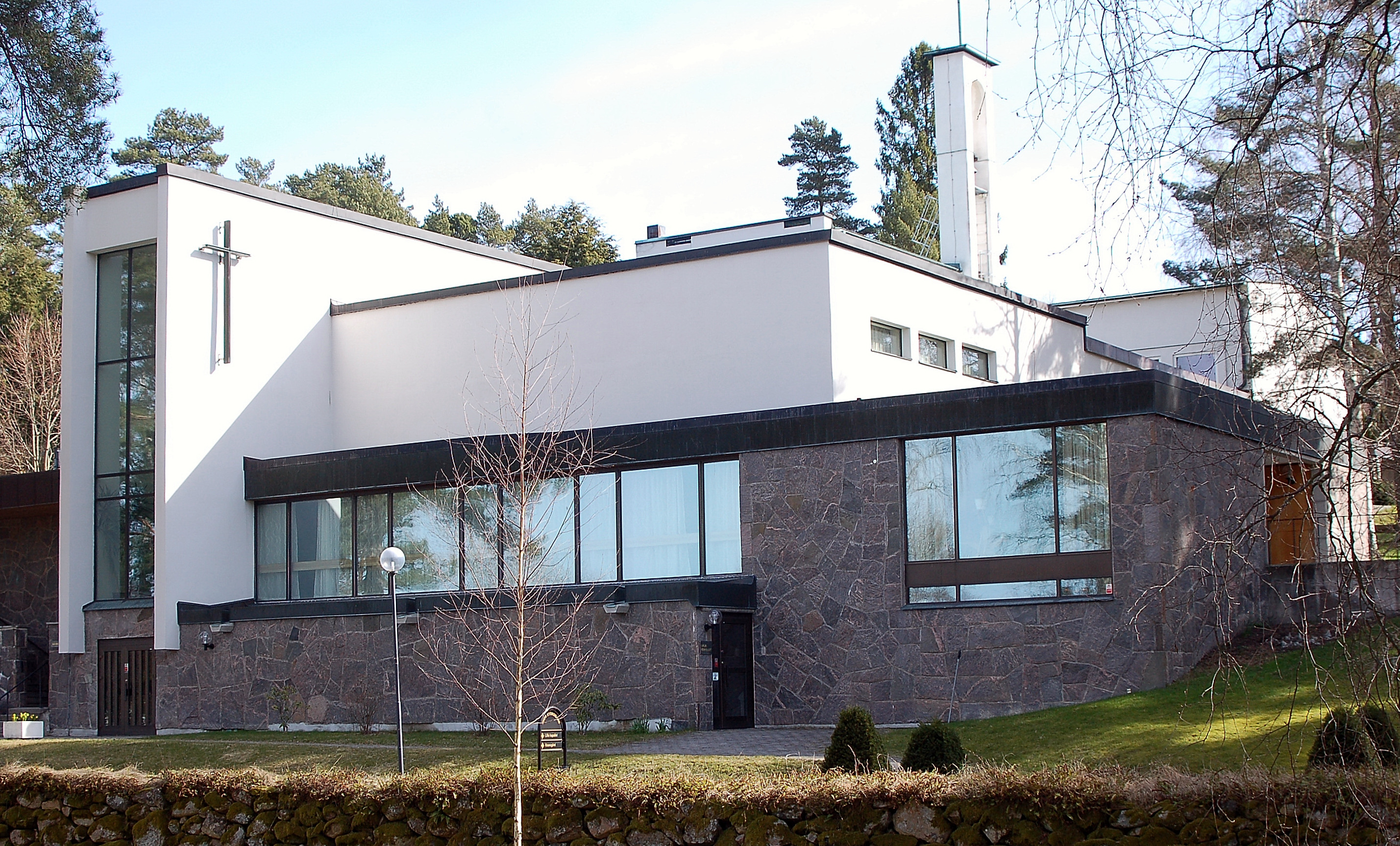
Korsets kapell, Karlstad
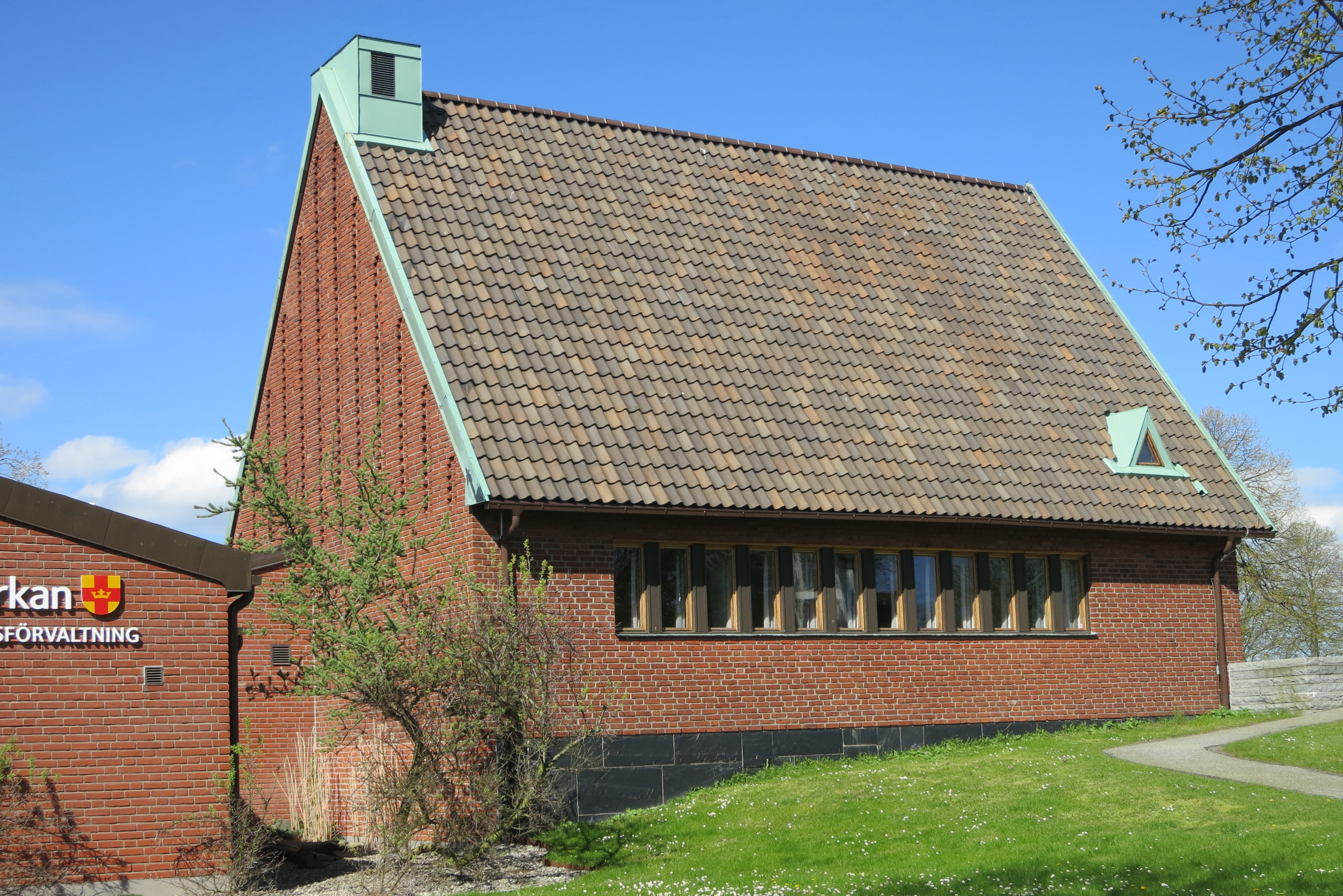
Uppståndelsens kapell, Ystad